# Rudolf Schenkel (Biologe)
Rudolf Schenkel (* 30. Oktober 1914 in Basel; † 8. Dezember 2003 ebenda) war ein Schweizer Zoologe und Verhaltensforscher. Von 1966 bis 1982 war er Professor an der Universität Basel. Schenkel galt insbesondere als Experte für das Verhalten der Nashörner und wurde in Fachkreisen international bekannt wegen seines Engagements zur Rettung der letzten Java-Nashörner. 1947 führte er zudem die Bezeichnung Alpha-Tier (α-Tier) für das «Spitzentier» einer sozialen Rangordnung in die Verhaltensbiologie ein.

## Leben und Forschung
Rudolf Schenkel wuchs in Basel auf und besuchte in der Stadt auch die Schulen bis zur Maturitätsprüfung im Frühjahr 1933. Danach studierte er an der Universität Basel Zoologie, Botanik, Physik und Mathematik und bildete sich zugleich zum Turn- und Sportlehrer aus. 1937 erwarb er das Schweizer Turn- und Sportlehrer-Diplom, 1938 das Wissenschaftliche Mittellehrer-Diplom und 1939 das Pädagogische Mittellehrer-Diplom. In den folgenden Jahren bis 1945 wurde er wiederholt und für insgesamt mehr als 900 Tage als Leutnant oder Oberleutnant zum Militär einberufen. 1943 wurde ihm eine Stelle als Lehrer für Biologie, Mathematik und Turnen/Sport am Realgymnasium Basel zugesprochen.
Ab 1934 hatte Schenkel sich mit dem Sozialverhalten der Wolfsrudel im Basler Zoo befasst, um das Gesetzmässige vom Zufälligen zu unterscheiden. Ab 1939 weitete er seine Verhaltensbeobachtungen auf ein Dingopaar aus, das im Zürcher Zoo gehalten wurde, ferner auf die Schakal-, Fuchs- und Marderhund-Gruppen in Basel sowie auf mehrere Zuchtlinien von Haushunden. Unter Anleitung des damaligen Basler Zoodirektors Heini Hediger entstand aus seinen Aufzeichnungen zwischen 1944 und 1947 Schenkels Doktorarbeit, die 1947 unter dem Titel Ausdrucks-Studien an Wölfen: Gefangenschafts-Beobachtungen in Band 1 der britischen Fachzeitschrift Behaviour veröffentlicht wurde. Auf Seite 87 dieser Studie führte Schenkel die Bezeichnung α-Tier für das «Spitzentier» einer sozialen Rangordnung in die Verhaltensbiologie ein: «Diese Monographie war die bedeutendste Literaturquelle zu dieser Zeit über das Sozialverhalten des Wolfes.» 1955 folgte die Habilitation mit einer erweiterten und vertieften Arbeit über das Sozialverhalten der Wölfe sowie die Berufung als Privatdozent, auf die 1966 die Berufung als Professor für Zoologie, speziell Ethologie, an der Universität Basel folgte.
Neben seiner Tätigkeit als Gymnasiallehrer war er freier Mitarbeiter im Zoo Basel und befasste sich dort u. a. mit dem Verhalten von Gorillas und in zunehmendem Masse von Nashörnern. So unterrichtete er von 1963 bis 1965 als Gastdozent an der University of Nairobi und hatte in Kenia erstmals die Möglichkeit, das Verhalten von Grosstieren in freier Wildbahn zu studieren und Einblick in die ökologischen Funktionen ihres Verhaltens zu gewinnen. Insbesondere studierte er das Verhalten der Spitzmaulnashörner (damals auch Schwarzes Nashorn genannt) und die Ökologie in ihrem Lebensraum. Im Auftrag von WWF International und International Union for Conservation of Nature (IUCN) begann Schenkel 1967 in Java, im Jahr nach seiner Berufung zum Professor, gemeinsam mit seiner Ehefrau Lotte Schenkel Hulliger (1928–1997), das Studium der letzten ca. 30 damals noch im Ujung-Kulon-Naturreservat lebenden Population des Java-Nashorns; heute (Stand: 2025) leben dort noch ca. 50 Individuen. Bis 1980 wurden die ökologischen Studien und der Ausbau von Schutz- und Managementmassnahmen für die Nashörner in jährlichen, ein- bis dreimonatigen Aufenthalten zusammen mit Studierenden der Universität Basel und indonesischen Naturschutzbeauftragten fortgesetzt. Von 1973 bis 1984 war er Vorsitzender der Asian Rhino Specialist Group der IUCN. In weiteren Studienaufenthalten befasste er sich mit Verhalten und Schutz des Sumatra-Nashorns und des Panzernashorns.
Von 1980 bis 1992 war er Mitglied des Grossen Rates des Kantons Basel-Stadt.

## Ehrungen
- 2000: Ehrenmitglied der Naturforschenden Gesellschaft in Basel[4]

## Schriften (Auswahl)
- Zur Ontogenese des Verhaltens bei Gorilla und Mensch. In: Zeitschrift für Morphologie und Anthropologie. Band 54, Nr. 3, 1964, S. 233–259, JSTOR:25754851.
- mit Ernst Michael Lang, Elsbeth Siegrist: Gorilla, Mutter und Kind. Basilius Presse, Basel 1965.
- On Sociology and Behaviour in Impala (Aepyceros melampus suara Matschie). In: Zeitschrift für Säugetierkunde. Band 31, 1966, S. 177–205. Volltext (PDF; 3,3 MB).
- Play, Exploration and Territoriality in the Wild Lion. In: Peter A. Jewell, Caroline Loizos (Hrsg.): Play, Exploration and Territory in Mammals. In: Symposia of the Zoological Society of London. Band 18, 1966, S. 11–22.
- Zum Problem der Territorialität und des Markierens bei Säugern — am Beispiel des Schwarzen Nashorns und des Löwens. In: Zeitschrift für Tierpsychologie. Band 23, Nr. 5, 1966, S. 593–626, doi:10.1111/j.1439-0310.1966.tb01616.x.
- Submission: Its Features and Function in the Wolf and Dog. In: American Zoologist. Band 7, Nr. 2, 1967, S. 319–329, doi:10.1093/icb/7.2.319.
- mit Lotte Schenkel-Hulliger: Ecology and Behaviour of the Black Rhinoceros (Diceros bicornis L.): A Field Study. Paul Parey Verlag, Hamburg 1969, ISBN 3-490-06918-8.
- mit Lotte Schenkel-Hulliger: The Javen Rhinoceros (Rh. sondaicus Desm.) in Udjung Kulon Nature Reserve. Its Ecology and Behavior. Field study 1967 and 1968. In: Acta Tropica. Band 26, Nr. 2, 1069, S. 97–135.
- mit Ernst Michael Lang: Das Verhalten der Nashörner. In: Handbuch für Zoologie. Band 8, Lieferung 46, 1969, S. 1–56.
- Mission Nashorn. Auf der Fährte des seltensten Säugetiers der Welt. Hallwag, Bern 1971.
- mit Bernhard Nievergelt, Fritz Bucher: 8 Hörner auf 5 Nasen. Haupt Verlag, Bern 2007, ISBN 978-3-908157-05-2.

## Belege
1. ↑  Rudolf Schenkel: biografische Notiz (PDF; 585 kB).
2. ↑  Rudolf Schenkel: Ausdrucks-Studien an Wölfen: Gefangenschafts-Beobachtungen. In: Behaviour. Band 1, Nr. 2, 1947, S. 81–129, JSTOR:4532680, Volltext (PDF; 1,9 MB).
3. ↑  Eintrag Bekannte Wolfs-Forscher: Prof. Rudolf Schenkel, Biologe und Verhaltenswissenschafter. In: chwolf.org. Abgerufen am 18. August 2025.
4. ↑  Naturforschende Gesellschaften beider Basel: Verleihung der Ehrenmitgliedschaft.

| Personendaten    | Personendaten                            |
| ---------------- | ---------------------------------------- |
| NAME             | Schenkel, Rudolf                         |
| KURZBESCHREIBUNG | Schweizer Zoologe und Verhaltensforscher |
| GEBURTSDATUM     | 30. Oktober 1914                         |
| GEBURTSORT       | Basel                                    |
| STERBEDATUM      | 8. Dezember 2003                         |
| STERBEORT        | Basel                                    |